# 고에이 (연호)
고에이(康永, こうえい)는 일본 남북조 시대의 연호(元号) 중 하나이다. 북조에서 사용되었다.
- 전후 : 랴쿠오(暦応) 이후 - 조와(貞和) 이전.
- 시기 : 1342년 ~ 1344년
- 천황
  - 북조 : 고묘 천황
  - 남조 : 고무라카미 천황
- 쇼군 : 무로마치 막부의 아시카가 다카우지

## 개원(改元)
- 랴쿠오 5년 4월 27일(율리우스력 1342년 6월 1일), 개원.
- 고에이 4년 10월 21일(율리우스력 1345년 11월 15일), 조와로 개원된다.

## 출전
『한서』의 「海内康平、永保国家」.

## 고에이 시기에 일어난 일
- 원년
  - 5월 : 남조의 가네나가 친왕이 사쓰마(가고시마현)에 겨우겨우 당도하다.
  - 9월 : 교토에서 도키 요리토가 고곤 상황의 가마에 화살을 쏘는 사건이 벌어진다. 요리토는 12월에 처형된다.
- 2년
  - 4월 : 남조의 기타바타케 지카후사가 머물던 히타치 세키 성이 고 모로후유의 공격에 함락되고, 지카후사는 요시노로 달아난다.

### 죽음
- 원년
  - 6월 : 와키야 요시스케
  - 12월 : 도키 요리토

## 서력과의 대조표
| 고에이 | 원년       | 2년        | 3년        | 4년        |
| ------ | ---------- | ---------- | ---------- | ---------- |
| 서력   | 1342년     | 1343년     | 1344년     | 1345년     |
| 남조   | 고코쿠 3년 | 고코쿠 4년 | 고코쿠 5년 | 고코쿠 6년 |
| 간지   | 임오       | 계미       | 갑신       | 을유       |

## 같이 보기
- 일본의 연호 일람

| 이전 랴쿠오 | 일본 북조의 연호 1342년 ~ 1345년 | 다음 조와 |